# Olaf Carl Seltzer
Olaf Carl Seltzer (født 27. august 1877 i København, Danmark, død 16. december 1957 i Great Falls, Montana, USA) var en danskfødt maler og illustrator, der gjorde karriere i USA. Han lavede næsten 3.000 værker med motiver fra Midtvesten.
Seltzers far forsvandt tidligt, og efterlod Seltzer og hans mor i en lille lejlighed i Freundsgade på Vesterbro. Både hans mor og mormor måtte slide for at kunne holde drengen i Gasværksvejens Skole, som den gang var en betalingsskole. Hans tegnelærer sendte ham til specialundervisning i Det tekniske Selskab, hvorefter han var sikret optagelse ved Kunstakademiet. I stedet sejlede Seltzer og hans mor i 1892 til New York og derfra videre med tog til Great Falls i Montana, hvor Seltzer blev boende resten af sit liv. Han uddannede sig til maskinarbejder og var en efterspurgt mand i jernbaneremiserne og jernværkerne.
Som hobby malede han, og hans velhavende mæcen Philip Cole i New York købte alle hans arbejder. Seltzer ville ikke male danske motiver: "Jeg har kun dårlige minder fra Danmark," sagde han. Efter Coles død i 1941 betalte oliemagnaten Tom Gilcrease en kvart million dollars for mere end 300 Seltzer-malerier til sit nye museum i Tulsa. Senere gik staten Oklahoma ind med 2,5 millioner dollars for at sikre billederne. Seltzer malede til det sidste og tog stærk afstand fra modernismen: "De forfærdelige kunstneriske anstrengelser, vi ser i dag, er kun en kvalmende parodi på kunstens sande idealer."